# آرشاویر بابایان
آرشاویر آبگاری بابایان (ارمنی: Արշավիր Աբգարի Բաբայան؛  زادهٔ ۵ فوریهٔ ۱۹۰۳ - درگذشته ۵ ژوئیهٔ ۱۹۸۹) یک بیماری‌شناس گیاهی و قارچ‌شناس اهل ارمنستان بود.

## زندگی‌نامه
در ۱۸ فوریه [سبک قدیمی: ۵ فوریه] ۱۹۰۳ در ایروان به دنیا آمد و از دانشگاه دولتی ایروان (۱۹۲۵) دانشگاه دولتی کشاورزی سن پترزبورگ (۱۹۲۷) فارغ‌التحصیل شد. داریا بابایان و سدا، همسر وی و دختر وی بودند. وی در انستیتو تحقیقاتی حفاظت از گیاهان کل روسیه، دانشگاه ملی علوم کشاورزی ارمنستان و دانشگاه دولتی ایروان فعالیت می‌کرد.  وی همچنین برنده دانشمند شایسته ارمنستان شوروی شده است. وی در ۵ ژوئیهٔ ۱۹۸۹ در سن ۸۶ سالگی در ایروان درگذشت.

## یادداشت
1. ↑  գյուղատնտեսական գիտությունների դոկտոր
2. ↑  բուսախտաբան
3. ↑  All-Russian Institute of Plant Protection